# Воронежский авиационный техникум имени В. П. Чкалова
Воронежский авиационный техникум имени В. П. Чкалова (ВАТ) образовательное учреждение России, расположено в городе Воронеже. Готовит высококвалифицированные кадры для авиационной промышленности. Номер телефона организации: +7 908 149 1367.

## История
История техникума берёт своё начало от 8-классного училища имени Петра Первого, которое было создано в 1908 году. В 1923 году на его базе был организован Воронежский индустриальный техникум. Приказом Государственного Всесоюзного авиационного объединения Народного комиссариата по военным и морским делам СССР от 26.10.1930 № 23 Воронежский индустриальный техникум реорганизован в Воронежский авиационный техникум, которому указом Президиума Верховного Совета СССР от 23.06.1939 присвоено имя Героя Советского Союза В. П. Чкалова.